# Janne Friederike Meyer
Janne Friederike Meyer (Hamburgo, 12 de enero de 1981) es una jinete alemana que compitió en la modalidad de salto ecuestre.
Ganó una medalla de oro en el Campeonato Mundial de Saltos Ecuestres de 2010 y una medalla de oro en el Campeonato Europeo de Saltos Ecuestres de 2011, ambas en la prueba por equipos.

## Palmarés internacional
| Campeonato Mundial | Campeonato Mundial         | Campeonato Mundial | Campeonato Mundial |
| Año                | Lugar                      | Medalla            | Categoría          |
| ------------------ | -------------------------- | ------------------ | ------------------ |
| 2010               | Lexington (Estados Unidos) | Medalla de oro     | Por equipos        |
| Campeonato Europeo |                            |                    |                    |
| Año                | Lugar                      | Medalla            | Categoría          |
| 2011               | Madrid (España)            | Medalla de oro     | Por equipos        |